# Regeringen Tudose
Regeringen Tudose var Rumäniens regering mellan 29 juni 2017 och 16 januari 2018. Det var en koalitionsregering bestående av Socialdemokratiska partiet (PSD) och Alliansen liberaler och demokrater (ALDE). Den leddes av premiärministern Mihai Tudose från PSD. Regeringen ersatte den tidigare regeringen Grindeanu och ett flertal ministrar följde med från denna. Regeringen avgick i januari 2018 och ersattes då av regeringen Dăncilă.

## Sammansättning
| Bild                  | Titel                                                         | Namn                           | Parti | Parti     | Tillträdde        | Avgick            |
| --------------------- | ------------------------------------------------------------- | ------------------------------ | ----- | --------- | ----------------- | ----------------- |
|                       | Premiärminister                                               | Mihai Tudose                   |       | PSD       | 29 juni 2017      |                   |
| Vice premiärministrar |                                                               |                                |       |           |                   |                   |
|                       | Vice premiärminister och regionminister                       | Sevil Shhaideh                 |       | PSD       | 29 juni 2017      | 17 oktober 2017   |
|                       | Vice premiärminister och regionminister                       | Paul Stănescu                  |       | PSD       | 17 oktober 2017   | 16 januari 2018   |
|                       | Vice premiärminister och miljö- och klimatminister            | Grațiela Gavrilescu            |       | ALDE      | 27 mars 2017      |                   |
|                       | Vice premiärminister utan portfölj                            | Marcel Ciolacu                 |       | PSD       | 29 juni 2017      |                   |
| Ministrar             |                                                               |                                |       |           |                   |                   |
|                       | Inrikesminister                                               | Carmen Dan                     |       | PSD       | 19 juni 2017      |                   |
|                       | Finansminister                                                | Ionuț Mișa                     |       | PSD       | 29 juni 2017      |                   |
|                       | Jordbruksminister                                             | Petre Daea                     |       | PSD       | 4 januari 2017    |                   |
|                       | Utrikesminister                                               | Teodor Meleșcanu               |       | ALDE      | 4 januari 2017    |                   |
|                       | Justitieminister                                              | Tudorel Toader                 |       | oberoende | 29 juni 2017      |                   |
|                       | Försvarsminister                                              | Adrian Țuțuianu                |       | oberoende | 29 juni 2017      | 5 september 2017  |
|                       | Försvarsminister                                              | Marcel Ciolacu (tillförordnad) |       | PSD       | 5 september 2017  | 12 september 2017 |
|                       | Försvarsminister                                              | Mihai Fifor                    |       | PSD       | 12 september 2017 | 16 januari 2018   |
|                       | Ekonomiminister                                               | Mihai Fifor                    |       | PSD       | 29 juni 2017      |                   |
|                       | Ekonomiminister                                               | Gheorghe Șimon                 |       | PSD       | 12 september 2017 | 16 januari 2018   |
|                       | Kommunikationsminister och minister för informationssamhället | Lucian Șova                    |       | PSD       | 29 juni 2017      |                   |
|                       | Hälsominister                                                 | Florian Dorel Bodog            |       | PSD       | 4 januari 2017    |                   |
|                       | Utbildningsminister                                           | Liviu Pop                      |       | PSD       | 29 juni 2017      |                   |
|                       | Arbetsmarknads-, familje-, social- och äldreminister          | Lia Olguța Vasilescu           |       | PSD       | 4 januari 2017    |                   |
|                       | Minister för europeiska fonder                                | Rovana Plumb                   |       | PSD       | 23 februari 2017  | 17 oktober 2017   |
|                       | Minister för europeiska fonder                                | Marius Nica                    |       | PSD       | 17 oktober 2017   | 16 januari 2018   |
|                       | Transport-                                                    | Alexandru-Răzvan Cuc           |       | PSD       | 4 januari 2017    | 17 oktober 2017   |
|                       | Transport-                                                    | Felix Stroe                    |       | PSD       | 4 januari 2017    | 16 januari 2018   |
|                       | Kulturminister                                                | Lucian Romașcanu               |       | PSD       | 29 juni 2017      |                   |
|                       | Ungdoms- och idrottsminister                                  | Marius-Alexandru Dunca         |       | PSD       | 4 januari 2017    |                   |
|                       | Energiminister                                                | Toma-Florin Petcu              |       | ALDE      | 4 januari 2017    |                   |
|                       | Turismminister                                                | Mircea-Titus Dobre             |       | PSD       | 4 januari 2017    |                   |
|                       | Minister för forskning och innovation                         | Lucian Georgescu               |       | PSD       | 29 juni 2017      |                   |
|                       | Vatten- och skogsminister                                     | Doina Pană                     |       | PSD       | 29 juni 2017      |                   |
| Biträdande ministrar  |                                                               |                                |       |           |                   |                   |
|                       | Biträdande minister för relationen med rumäner utomlands      | Andreea Păstârnac              |       | PSD       | 4 januari 2017    |                   |
|                       | Biträdande minister för social dialog                         | Gabiel Petrea⁠                  |       | PSD       | 4 januari 2017    |                   |
|                       | Biträdande minister för relationen med parlamentet            | Viorel Ilie                    |       | ALDE      | 29 juni 2017      |                   |
|                       | Biträdande minister för europeiska frågor                     | Victor Negrescu                |       | PSD       | 29 juni 2017      |                   |
|                       | Biträdande minister för företagsklimat                        | Ilan Laufer                    |       | PSD       | 29 juni 2017      |                   |